# Іларіо Дорао Іньїгес
Іларіо Дорао Іньїґес (ісп. Hilario Dorao Íñiguez), — баскський підприємець, журналіст, видавець, президент клубу «Депортіво Алавес» з міста Віторія-Гастейс. В 1921-23 роках 1-й, за ліком, президент головного футбольного клубу Алави.

## Життєпис
Іларіо Дорао Іньїґес був із сім'ї впливової баскської інтелігенції (батько був учителем в місцевих школах), яка стала пробуджувачами національного відродження басків. Його батько, навчаючи майбутню еліту міста, додатково дописував в місцеву пресу. За батьковими стопами пішов й Іларіо, вивчившись на педагога, він викладав школах Віторії і додатково дописував в місцеву пресу. Невдовзі, його гостре й спостережливе перо отримало визнання громади. Він став редактором місцевих видань, а потім і видавцем. Добившись місцевого суспільного визнання, Іларіо Дорао почав обиратися до різних громадських асоціацій, зокрема й спортивних.
Окрім журналістики, молодий Ігнасіо захоплювався спортом — він брав участь в різних тогочасних змаганнях (на той час це були: гімнастика та велоперегони). Коли в місті поставали спортивний клуби, він став учасником-сосіос, а потім його обирали керманичем таких спортивних груп.
Іларіо Дорао Іньїґес продовжував родинні педагогічні справи і був активним спортивником і сосіосвело-клубів, та кореспондентом різних видань. Відтак, коли ентузіасти футболу почали збиратися на перші свої зустрічі, то серед них, звичайно, опинився й Іларіо. Активний і компанійський баск, припав до душі колективу однодумців, тому вони й обрали його за свого керманича. Відтак у 1921 році першим очільником футболу міста, президентом «Депортіво Алавес» було обрано Іларіо Дорао Іньїгеса. За його кермування сформувалася перша футбольна команда міста, почалися перші виїзди на футбольні турніри та виставкові матчі.
Тож своєму наступнику Хосе Габріел де Гінеа, Іларіо Дорао Іньїґес передав першу футбольну команду та зачатки футбольний клубу із сотнею сосіос та обладнаним ігровим майданчиком.